# Pavé Gruson
Der Sektor Pavé Gruson ist ein 1100 Meter langer mit Kopfsteinen gepflasterter Weg, welcher bei Paris–Roubaix vom Carrefour de l’Arbre in Richtung Gruson verwendet wird.

## Charakteristik
Der Sektor Pavé Gruson ist mit Schwierigkeitsstufe zwei Sternen ausgezeichnet. Das Kopfsteinpflaster ist relativ gut, jedoch haben die Seitenstreifen Schlaglöcher, welche sich bei Regenwetter füllen und zu einem unkalkulierbaren Risiko für Reifenpannen entwickeln. 2024 wurden die Seitenstreifen erstmals durch Absperrblöcke unpassierbar gemacht, wie dies zuvor schon im Sektor von Willems nach Hem der Fall gewesen war.

## Geschichte
Früher war dieser Sektor nicht als eigenständiger Sektor geführt, sondern wurde mit dem Carrefour de l’Arbre geführt. Das lag daran, dass die beiden Sektoren nur durch wenige Meter Asphaltstraße getrennt sind. Seit 2004 wird er als eigener Sektor aufgeführt. Der Sektor wurde während der fünften Etappe der Tour de France 2014 in umgekehrter Fahrtrichtung befahren.

## Bildergalerie

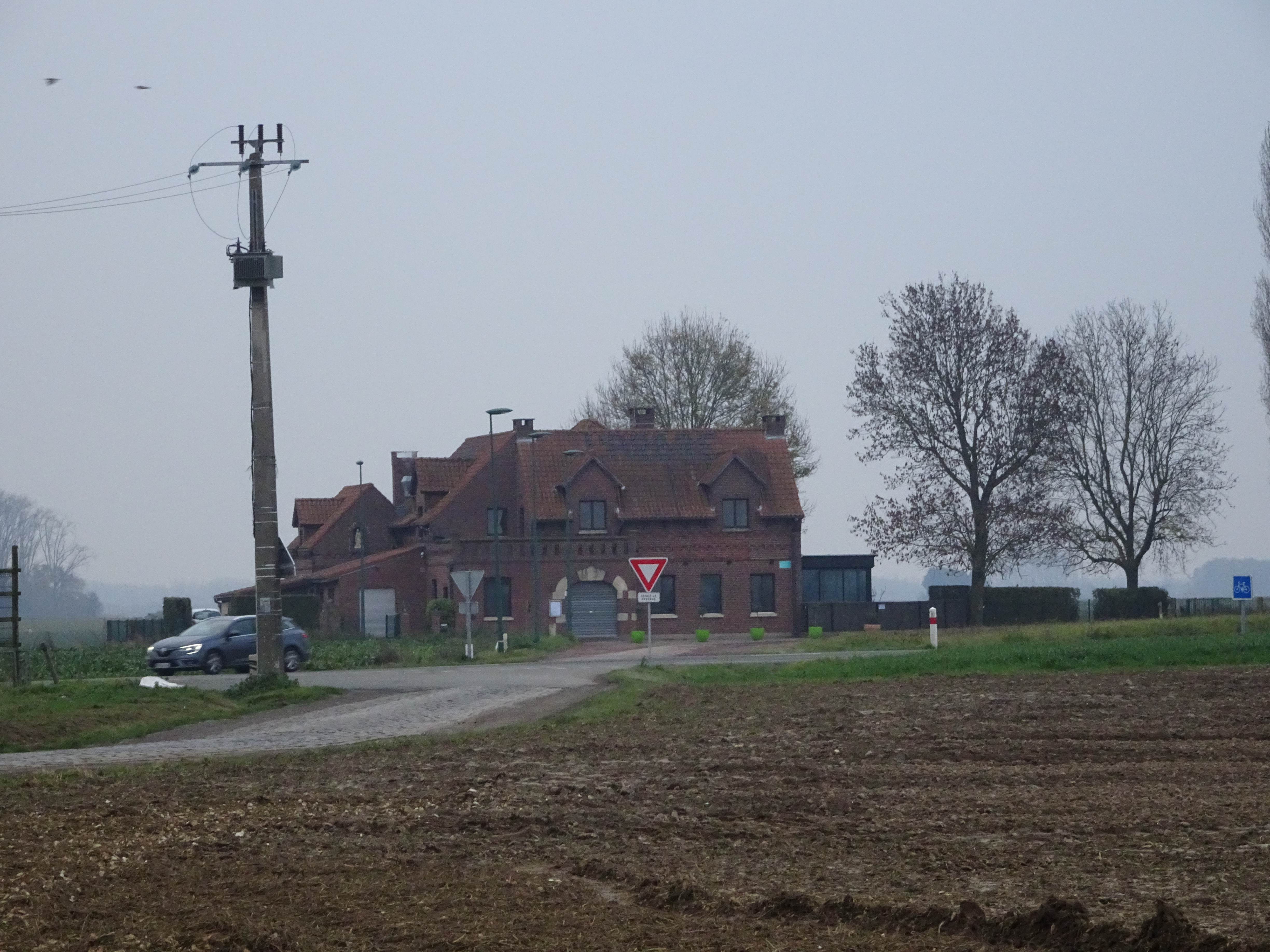
Beginn Sektor Gruson mit Blick auf Restaurant L’Arbre
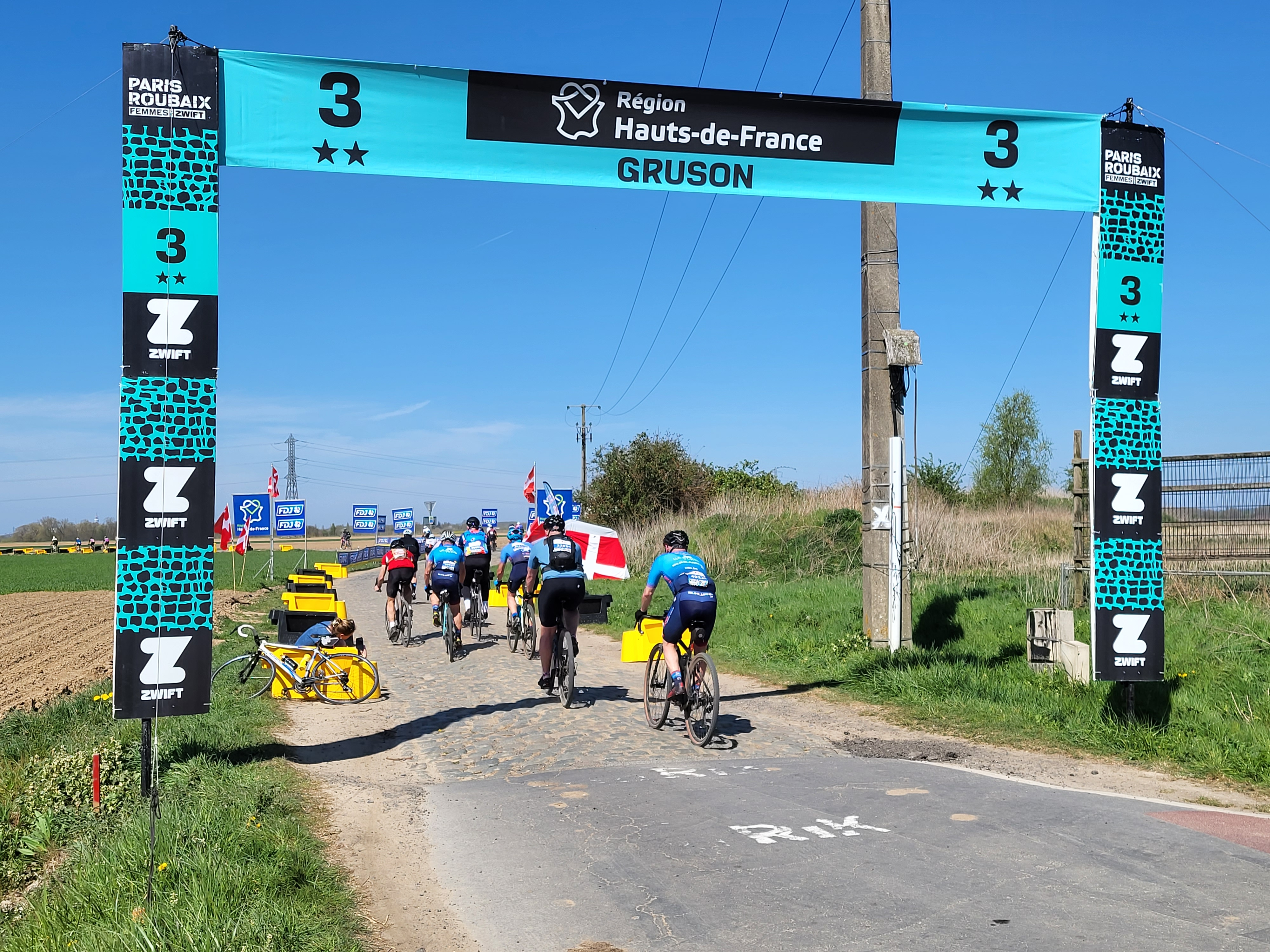
Eingang des Sektors 2025
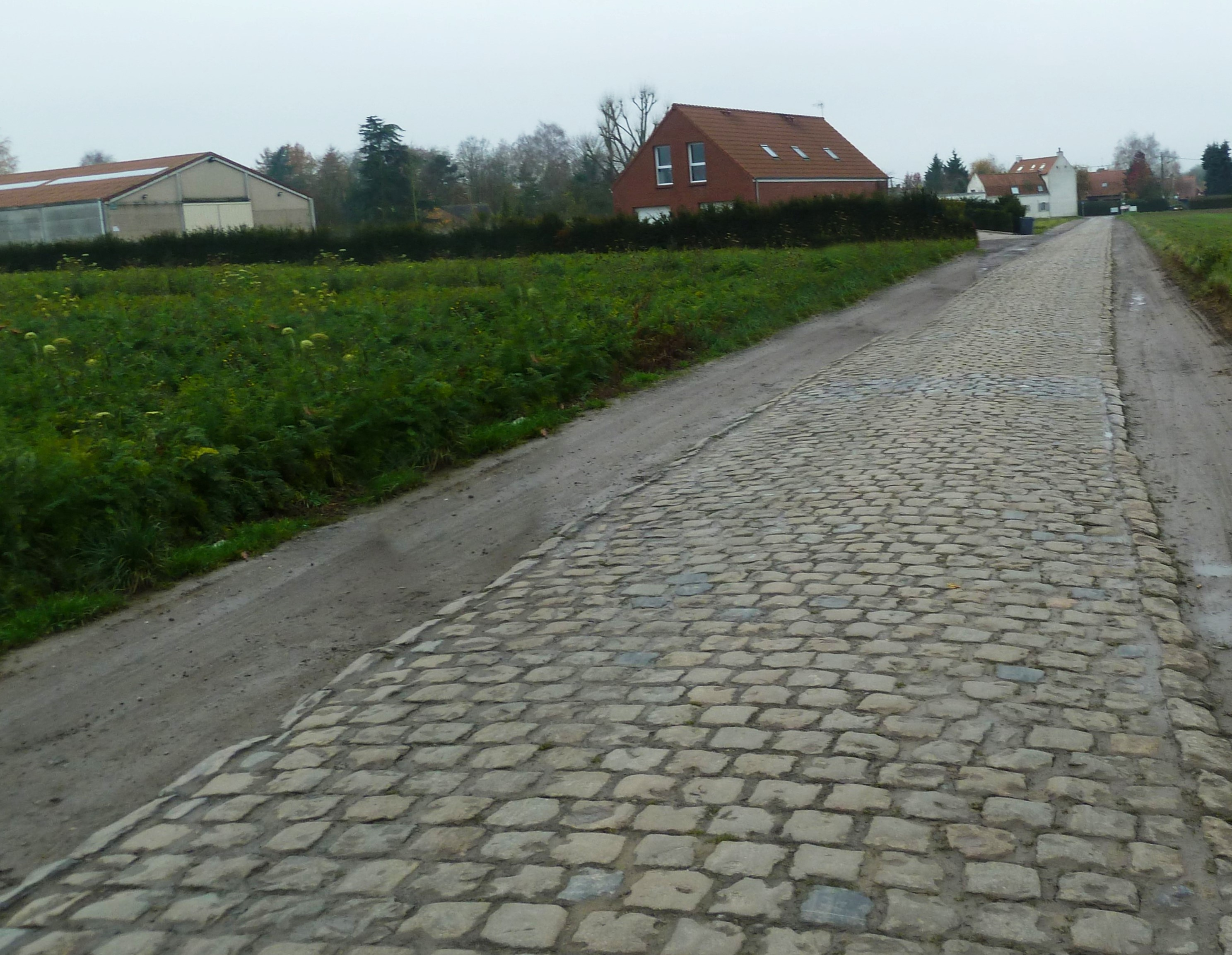
Letztes Stück vor Ortseingang Gruson
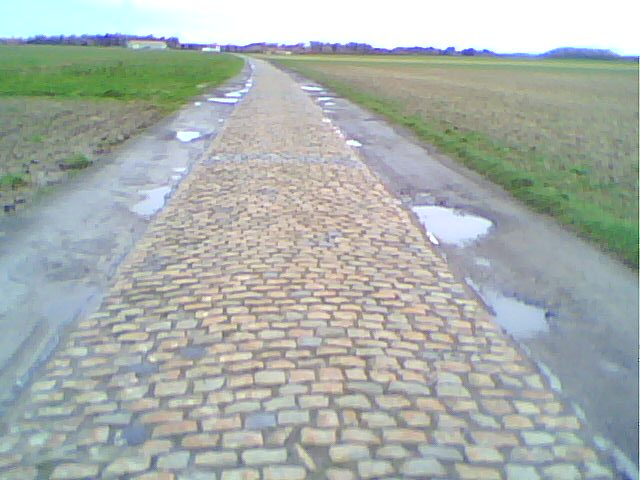
Sektor mit Seitenstreifen
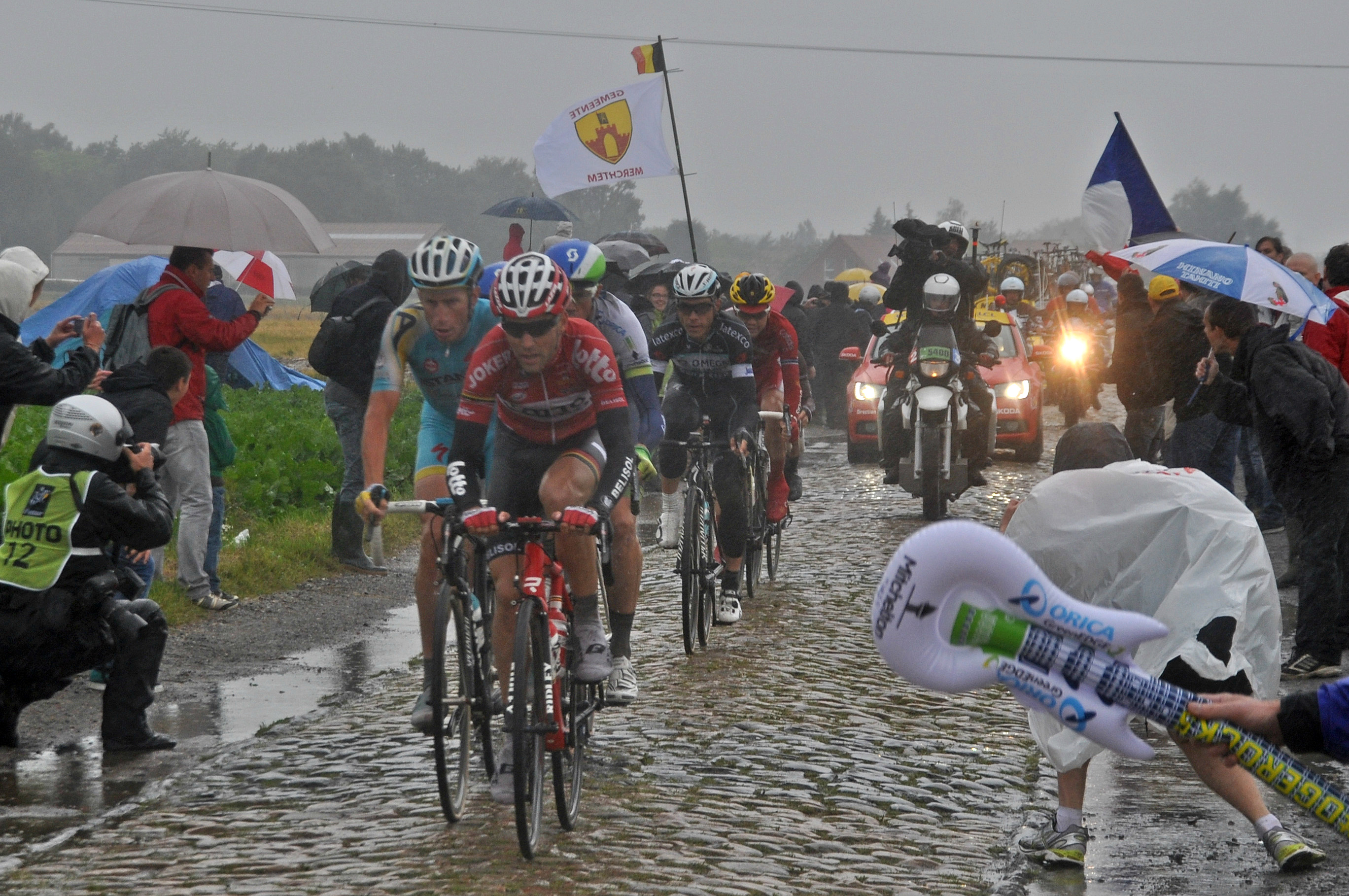
Spitzengruppe auf der 5. Etappe der Tour de France 2014